# Wladimir Solomonowitsch Bibler
Wladimir Solomonowitsch Bibler (russisch Владимир Соломонович Библер; * 4. Juli 1918 in Moskau; † 3. Juni 2000 ebenda) war ein russischer Philosoph.
Bibler schloss sein Geschichtsstudium im Jahre 1941 an der Lomonossow-Universität Moskau ab und wurde dann Frontsoldat im Großen Vaterländischen Krieg. Nach Kriegsende konnte er 1951 seine Doktorarbeit verteidigen. Während der Kampagne "Kampf gegen den Kosmopolitismus" wurde er nach Stalinabad geschickt, wo er an der dortigen Universität Philosophie lehrte. 1959 kehrte er nach Moskau zurück und arbeitete in verschiedenen Instituten der Akademie der Wissenschaften der UdSSR und der Akademie der Pädagogischen Wissenschaften. Von 1991 bis 2000 war er an der Russischen Staatlichen Geisteswissenschaftlichen Universität tätig. Er leitete das Projekt Dialog der Kulturen, welches versuchte, dialogische Prinzipien auf die Unterrichtspraxis von Mathematik, Naturwissenschaften und Humanwissenschaften anzuwenden.

## Werke
- Myschlenie kak Twortschestwo (Denken als Kreativität). Politisdat, Moskau, 1976
- Michail Michailowitsch Bachtin ili Poetika Kul'tury (Michail Michailowitsch Bachtin oder die Poetik der Kultur), Gnosis, Moskau, 1991
- Ot Naukoutscheniia — k Logike Kul'tury (Von der Wissenschaftslehre zur Logik der Kultur), Mysl', Moskau, 1992.